# 자비도량참법
이 참법은 양무제가 황후 치씨를 위하여 편집한 것이다. 치씨가 죽은 뒤 며 칠이 지나도록 치씨 생각에 사로잡힌 무제는 일이 손에 잡히지 않았고, 밤에는 잠을 이루지 못하였다. 어느 날 침전에 있노라니 밖에서 이상한 소리가 들렸다. 살펴보았더니 큰 구렁이가 침전 위로 기어 올라와서는, 혀를 날름거리며 벌건 눈으로 무제를 바라보고 있었다. 무제는 크게 놀랐으나 도망할 수도 없었다. 하는 수 없이 벌떡 일어나 구렁이를 향해 소리쳤다.
"짐의 궁전은 경비가 삼엄하여 너와 같은 뱀이 나타날 수 없는 곳이다. 반드시 요망한 것이 짐을 해하려는 것이렷다." 
뱀이 사람의 말로 무제께 아뢰었다. 
"저는 옛날의 치씨이옵니다. 신첩이 살아생전에 육궁의 여인들을 질투하되, 성질이 혹독하여 한 번 성을 내게 되면 불이 일어나듯이, 활로 쏘듯이 물건을 부수고 사람을 해하였나이다. 그 죄보로 죽은 뒤에 구렁이가 되어, 입에 넣을 음식도 구할 수 없고 몸을 감출 구멍도 없으며, 주리고 곤궁하기 그지없어 스스로 살아가기조차 힘이 듭니다. 또한 비늘 밑에 많은 벌레들이 있어 살을 빨아먹는데, 아프고 괴롭기가 송곳으로 찌르는 듯하옵니다. 
구렁이는 보통 뱀이 아니므로 변화를 하면 황제께서 거처하는 곳이 아무리 깊더라도 어렵지 않게 들어올 수 있습니다. 예전에 폐하께서 총애해주셨던 은혜를 생각하며 이 누추한 몸으로 폐하의 어전에 나타나 간청하오니, 부디 공덕을 지어 제도하여 주옵소서." 무제가 듣고는 감개무량해하며 눈물을 흘리다가 다시 구렁이를 찾았으나, 이미 구렁이는 보이지 않았다. 
이튿날 무제는 스님들을 궁궐 뜰에 모아 놓고 그 사실을 말한 다음, 그녀의 고통을 구제할 수 있는 최선의 계책을 물었다.
이에 지공 스님이 대답하였다.
"모름지기 부처님께 예배하면서 정성스럽게 참법을 행하는 것이 옳은 듯하옵니다."
그 말을 옳게 여긴 무제는 여러 불경을 열람하여 불보살의 명호를 기록하고, 생각을 맑게 만드는 부처님의 말씀을 가려 뽑아 총 10권의 참회문을 만든 다음 예참을 행하였다.
어느 날 궁전에 향기가 진동하면서 점점 주위가 아름다워졌다. 모두가 그 연유를 알지 못하였는데, 무제가 우러러보니 용모가 매우 단정한 한 천인이 보였다. 그가 무제께 아뢰었다.
"저는 구렁이의 후신이옵니다. 폐하의 공덕을 입사와 이미 도리천에 왕생하였기에, 이제 몸을 나타내어 그 영험함을 증명하나이다."
그리고는 은근하게 감사의 말씀을 드리고 사라졌다.
양 나라 때부터 오늘날까지 천여 년 동안, 이 참회본을 얻어 지성으로 예참을 하면, 소원하는 바에 모두 감응이 있었다. 혹여나 이와 같은 사실이 감추어지고 사라질까 두려워, 줄거리만을 기록하여 여러 사람에게 알리는 바이다.